# J. J. Murphy (Regisseur)
J. J. Murphy (* 27. September 1947 in Bayonne, New Jersey) ist ein US-amerikanischer Filmregisseur. Er dreht Independentfilme.

## Leben
Murphy studierte an der University of Scranton und erlangte 1972 den Master an der University of Iowa. Er ist Professor an der University of Wisconsin–Madison.
J. J. Murphy hat in zahlreichen Zeitschriften veröffentlicht und ist Autor zweier Bücher: Me and You and Memento and Fargo: How Independent Screenplays Work und The Black Hole of the Camera: The Films of Andy Warhol.

## Ausstellungen (Auswahl)
Filme von J. J. Murphy wurden gezeigt im: Whitney Museum of American Art Manhattan, Centre Georges Pompidou Paris, Museu de Arte Contemporanea de Sallaves Porto, Hirshhorn Museum and Sculpture Garden, Washington, D.C., Barbican Centre London, Österreichisches Filmmuseum, Wien, Museum of Fine Arts, Boston, Anthology Film Archives, New York City, documenta 6, Kassel